# Tomás Appleton
Pour les articles homonymes, voir Appleton.
Pas d'image ? Cliquez ici

a Compétitions nationales et continentales officielles uniquement.

b Matchs officiels uniquement.
Dernière mise à jour le 8 août 2025.
Tomás Appleton, né le 29 juillet 1993 à Lisbonne (Portugal), est un joueur international portugais de rugby à XV évoluant principalement au poste de centre au sein du club portugais du Centro Desportivo Universitario Lisboa et avec la franchise des Lusitanos XV.

## Biographie
Tomás Appleton naît à Lisbonne et grandit dans cette ville durant toute son enfance,.
Son arrière grand-père est originaire de Manchester, c'est pour cela qu'il porte un nom à consonance anglaise. 
C'est en voyant son frère, Francisco Appleton qui a par ailleurs 20 sélections avec le Portugal, jouer au rugby à XV qu'il a voulu en faire lui aussi. Il commence donc la pratique du rugby à l'âge de six ans en 1999, mais il n'est pas tout de suite tombé amoureux de ce sport, il arrête de le pratiquer pendant six mois pour ensuite y revenir et ne plus lâcher cette pratique sportive.
Il fait des études dans l'université Egas Moniz pour devenir médecin dentiste, il est diplômé dans cet institut, puis réalise une maîtrise en chirurgie orale à l'Universidad Europea (en) de Valladolid en Espagne. Ensuite, il poursuit ses études en chirurgie orale à l'Universidad de Ciencias Médicas de Villa Clara (es) de Cuba, puis étudie l'implantologie à l'Instituto Velasco au Brésil, où il réussit sa seconde maîtrise.
En parallèle du rugby, il est donc dentiste spécialisé en chirurgie orale et en implantologie,. Il tient un cabinet avec sa femme, qui fait donc le même métier que lui, ils se sont rencontrés lors de leurs études,.
Par la suite, il commence également à étudier la médecine.

### En club
Tomás Appleton commence la pratique du rugby à XV au club du Centro Desportivo Universitario Lisboa dès l'âge de six ans, il est promu en équipe sénior à partir de la saison 2011-2012. Dès cette saison, il aide le club à remporter son premier Championnat du Portugal depuis vingt-deux ans. 
Pour la saison 2015-2016, il s'exile en Angleterre pour jouer avec le club de Darlington Mowden Park RFC (en) évoluant en Championnat d'Angleterre de rugby à XV de 3e division. Il met alors ses études en suspens durant cette année à l'étranger. 
Après cette saison à l'étranger, il revient dans son pays et dans son ancien club du Centro Desportivo Universitario Lisboa. 
Avec son club, dont il est le capitaine, il remporte le Championnat du Portugal de rugby à XV à trois reprises, lors des saisons 2011-2012, 2013-2014 et 2016-2017. 
Parallèlement à son club, il joue également avec la franchise des Lusitanos XV depuis 2021, qui dispute la Rugby Europe Super Cup et dont il est aussi capitaine,,. Il est finaliste de cette compétition contre l'équipe géorgienne de Black Lion, défaite 17-14, en 2022.

### En équipe nationale
Tomás Appleton devient tout d'abord international en rugby à sept avec le Portugal en jouant notamment vingt-huit matchs de la série mondiale. 
Ensuite, il est sélectionné avec l'Équipe du Portugal de rugby à XV des moins de 20 ans pour disputer le Trophée mondial en 2013 (en).
Puis, il joue ses premiers matchs internationaux avec l'équipe du Portugal lors de la saison 2014-2015 en participant notamment au Championnat européen des nations. Lors de sa deuxième sélection, il est aligné avec son frère Francisco, ils sont tous les deux titulaires au poste d'ailier. Par la suite, il évolue principalement au poste de centre avec la sélection et quelques fois en tant que demi d'ouverture.
Appleton devient le capitaine de la sélection portugaise en 2019. 
Le 18 novembre 2022, le Portugal se qualifie pour la Coupe du monde 2023 pour la seconde fois de son histoire après avoir battu Hong-Kong (42-14), le Kenya (85-0) puis fait match nul contre les États-Unis. La sélection réussit à se qualifier grâce à une meilleure différence de points que les Américains.
En mars 2023, Appleton et le Portugal se qualifient en finale du Championnat d'Europe mais sont défaits 38 à 11 par la Géorgie. Trois mois plus tard, il fait partie d'une liste de trente-huit joueurs présélectionnés pour préparer la Coupe du monde 2023. En août suivant, il est finalement présent dans le groupe des trente-trois joueurs convoqués pour la compétition planétaire, où il est confirmé dans son rôle de capitaine,. Il est titulaire lors des trois premiers matchs des Portugais dans la poule C, étant capitaine pour ces trois rencontres. Il participe notamment au premier match où le Portugal ne perd pas en Coupe du monde lors de leur match nul 18 à 18 contre la Géorgie. Remplaçant pour le dernier match de poule, il entre en deuxième période et participe à l'exploit des Lobos qui remportent leur premier match dans la compétition en battant les Fidji, huitième nation mondiale, 24 à 23 en fin de match. Le Portugal termine à la quatrième place de la poule et est éliminé de la compétition. De retour au Portugal, Appleton et ses coéquipiers sont chaudement accueillis par leurs supporters,.
En janvier 2024, il est sélectionné pour le Championnat d'Europe. Il prend part aux cinq rencontres de la compétition et s'incline une nouvelle fois en finale contre la Géorgie (36-10),. L'été suivant, il dispute deux rencontres contre la Namibie et l'Afrique du Sud.
Au mois de juillet 2025, il connaît une sérieuse blessure à la cheville en première période, qui le force à sortir du terrain, lors de la large défaite 7 à 106 contre l'Irlande.

## Statistiques en équipe nationale
Au 8 août 2025, Tomás Appleton compte 81 capes en équipe du Portugal, dont 79 en tant que titulaire, depuis le 22 novembre 2014 contre la Namibie au stade national du Jamor. Il inscrit dix-sept essais, 85 points.

## Palmarès

### En club et franchise
- Vainqueur du Championnat du Portugal en 2012, 2014 et 2017 avec CDUL.
- Finaliste de la Rugby Europe Super Cup en 2021-2022 avec Lusitanos XV.

### En équipe nationale
- Vainqueur du Trophy en 2016-2017, 2017-2018 et 2018-2019 avec le Portugal.
- Finaliste du Championnat d'Europe en 2023 et 2024 avec le Portugal.